# وثيقة شرف (مسلسل)
مسلسل سوري تم عرضه في 16 يناير 2022 في الإمارات العربية المتحدة

## قصة المسلسل
تدور قصة مسلسل وثيقة شرف حول أربع أصدقاء ورغم صدقاتهم إلا انهم من اربع بيئات مختلفة. اجتمعوا الأربعة داخل أحد الأحياء العشوائية. وأثناء وجودهم هناك وقعوا معا وثيقة شرفية يتعهدوا فيها على أن يكونوا مخلصين ويحدث تفاني في الإخلاص بينهم.
الفجأة انهم ينقضون هذا العهد الذي يختفي مع الريح وهذا يحدث عند أول اختبار بحدث بينهم. وبعد أن كان بينهم ميثاق صداقة قوي يدخلون في صراع درامي قوي بسبب المال وأحد النساء.

## ابطال الفيلم[6]

### الممثلين
| - \|سوزان نجم الدين: فيكتوريا - مهيار خضور: بركات - أيمن رضا: (ابو بهجت) - أمل عرفة:نوران - سلوم حداد: المقدم رائف - نظلي الرواس: هيام | - سلمى المصري: ام عفيف - فراس إبراهيم: المساعد عرفان - مديحة كنيفاتي: صفية - لجين إسماعيل:عفيف - وفاء موصللي: ام بهجت - زينة بارافي:ياسمين | - فاتح سلمان:غيث - الليث المفتي:رائد - فادي صبيح:الخواجة - عبد الهادي صباغ: أبو بركات - غسان عزب:ابو عرب - أسامة الروماني:ممدوح قلعجي |

### أدوار متعددة
| - وياك:انتاج - مؤسسة قبنض للإنتاج والتوزيع الفني:انتاج - رضوان نصري:موسيقى تصويرية - سعد الحسيني:مكساج ومؤثرات صوتية - عثمان جحا:مؤلف | - مؤيد النابلسي:مؤلف - باسم السلكا:مخرج - محمد عبدالكريم علي:مساعد مخرج - رجاء مخلوف:تصميم أزياء - أكثم حمادة:إعداد ممثل وتعاون فني |